# Mortal Kombat: Legacy Kollection
Mortal Kombat: Legacy Kollection é um futuro videogame desenvolvido e publicado pela Digital Eclipse através da Atari. É uma compilação de diversos jogos de luta anteriores da série de Mortal Kombat, originalmente lançada entre 1992 e 2003. A compilação está prevista para lançamento digital em 2025 para Nintendo Switch, Nintendo Switch 2, PlayStation 4, PlayStation 5, Windows, Xbox One e Xbox Series X/S. O lançamento físico está previsto para 12 de dezembro.

## Jogabilidade
O jogo compila várias versões dos quatro primeiros jogos da série, incluindo sua versão fliperama, console doméstico e portáteis, assim como entradas manuais selecionadas. Todos os jogos da coleção suportarão partidas multijogadores online com rollback netcode. Os botões opcionais do menu permitirão aos jogadores desbloquear o conteúdo oculto de cada jogo, além de acessar menu de desenvolvedores e outras opções ocultas. O jogo contará com bastante material dos bastidores do desenvolvimento do game, incluindo entrevistas com membros do time original de desenvolvimento como Ed Boon, John Tobias, John Vogel e Dan Forden, usando a mesma forma de "linha interativa" observado em outras compilações da Digital Eclipse, como Atari 50. Perfis de personagens e linhas do tempo que resumem a narrativa da série também estão inclusos.

### Jogos
Os seguintes jogos e versões que estão confirmados para inclusão em Mortal Kombat: Legacy Kollection, com jogos adicionais a serem anunciados:  

## Lançamento
De acordo com uma lista vazada da Xbox Games Store, Legacy Kollection está atualmente programado para lançamento em 30 de setembro de 2025.  Um lançamento físico está agendado para 12 de dezembro e estará disponível nos formatos Deluxe e "Kollector's Edition" com bônus físicos adicionais. 